# 藤川祥虎
藤川 祥虎（ふじかわ しょうこ、Shoko Fujikawa）は、日本のダンス・ミュージックDJ、音楽プロデューサー。 Underground JAMMIX（U.G.JAMMIX）主宰者。兵庫県神戸市出身。
1989年、DJ Shoko名義で神戸・大阪を拠点に活動を開始。1995年にはイギリスを中心にヨーロッパで、ハードコア・ハードテクノDJとしてShoko Fujikawa名義で活動した。1997年にはDJ Shoko-F名義でハードテクノ、ハード・ハウスのDJとして活動を継続。
2005年、北野武監督により命名された怪僧グリゴリー・ラスプーチンに由来するDJ・プロデューサー名、祥虎ラスプーチン（Shoko Rasputin）での活動を開始した。

## 活動歴
1986年神戸・大阪にてDJを始めた。
1995年神戸市立御影公会堂の南側公園にて*SAVE The KOBE*フリーイベントを行い同年渡英。
ハードテクノのDJとして、Jet Set(ロンドン)・Dance Planet Innersense2 (バーンスタプル)・Dance Planet Detonator9 ・Evolution18(ミルトン・キーンズ)・Dope on Plastic React Music Limited@UK (ノリッジ/キングズ・リン)・Unicorn (ドイツ・ハノーファー)等のダンスフェスティバルやクラブイベント、アンダーグラウンドシーンをベースに活動。
1997年頃、イギリスから日本に活動拠点を移し、ソリトン (テレビ番組)放送RAINBOW2000FujiやHakusan、朝霧JAM2001・春風・Earth Dance ・KAWASAKI Halloween・都内各地方のレイヴ・ハードダンスイベント・クラブイベントに出演をし、1998年Les Logos名義にて楽曲制作。2005年DJ活動を休止、楽曲制作が中心となる。
2005年北野武監督の日本映画『TAKESHIS'』にNAGIとして劇中音楽を制作。
SODOM（現THE SODOM PROJECT）2007年再結成の一人で、2008年アンビエントユニット・SUMIKO淑虎でも楽曲制作・ライブを行っていた。
2009年福間健二監督作品高松上映会に映像作品で参加。この頃に東京都から香川県へ移住をし、短編映像作品制作・グラフィックデザイナーを行い、同年7月26日バイクで高松市内を走行中単独事故を起こし、事故後約1年間制作活動などはしていない。
2010年頃より短編映画監督・脚本・演出・音楽・編集・プロデューサー・作詞や、映画音楽ユニットPERUSEで活動していた。
2019年 アンビエント・テクノ・ノイズミュージック・インダストリアル・ハードテクノ系のレーベル活動をし、2005年以降休止していたDJも、本人のレーベル楽曲のみ使用のDJスタイルで、バンド系イベントにて再活動。2021年から海外の配信レーベルからリリースすると共にインダストリアル・ハードテクノユニットLes Logosも、再活動していた。
2023年~2025年のDJパフォーマンスは、MixcloudのChartHistory にランキングされていた。

## バイク・交通事故
2009年7月26日、高松市内県道160号線においてバイク走行中（規定速度）、道を横断する様に造られた側溝に前輪が滑りバイクに振り落とされ本人だけが対向車線側に飛ばされ対向車両の下敷きとなり引きずられた。その事故により頭部を強打、頭部外傷(外傷性クモ膜下出血)・右手首粉砕骨折腕神経叢と第4頚椎を損傷し県内の病院に搬送され入院、右手首を手術し約2ヶ月後に、腕神経叢損傷・神経移植手術の為、山口市内の総合病院に入院をする。今も利き手である右腕・右手に障害を持ち利き手を左手に矯正、この経験を生かし現代医療メドテックを表現した楽曲も制作していた。本人はバイク・サーキット走行好きで、今までスズキしか乗っておらず移動手段は(東京でDJとして活動していた頃以外)ほぼバイクで今も乗っている。

## 音楽性 / 使用機材・ソフトウェア
作風 ・ デスクトップミュージック
Healing Ambient ・ Noise Ambient ・ Industrial Hard Techno ・ Dark Techno 等。

## 国内共演者・出演テレビ・ラジオ
※テレビ・ラジオ出演共演者、レジデンツDJイベント・共同楽曲制作者のみ記載
| 共演者     | 人物像              | 番組                 | 作品・曲目                   | 放送局     | 備考                                                  |
| ---------- | ------------------- | -------------------- | ---------------------------- | ---------- | ----------------------------------------------------- |
| 北野武     | 映画監督            | たけしの誰でもピカソ | TAKESHIS'                    | テレビ東京 | 「ビートたけし」 司会・進行                           |
| 火口秀幸   | タップダンサー      | たけしの誰でもピカソ | TAKESHIS'                    | テレビ東京 | 芸名：HIDEBOH 「秀坊」                                |
| DJ HANGER  | スクラッチDJ        | たけしの誰でもピカソ | TAKESHIS'                    | テレビ東京 | 2000年DMC JAPAN FINALシングル部門優勝                 |
| 福間健二   | 映画評論家 映画監督 | シネマコレクション   | 岡山の娘                     | FM香川     | パーソナリティ：ANNRI 短編映画作品 「たびだち」で参加 |
| Mito Izawa | Singer・楽曲制作    | なし                 | 月そして華The moon and bloom | なし       | PERUSE「ペルセ」メンバー短編映画楽曲制作              |

- ソリトン・Rainbow 2000 富士1996
- FM802・J-WAVE 等。

### 国内Artist・Performer
| 共演者   | 人物像                 | イベント                                                   | 作品・曲目       | 備考                          |
| -------- | ---------------------- | ---------------------------------------------------------- | ---------------- | ----------------------------- |
| 有橋淑和 | チェンバロ奏者         | 『Sound Visual Installation.00℃ そして音楽は機械を愛した』 | 牙桜・白狼・白虎 | ユニット : Sumiko淑虎         |
| Osig     | シンガーソングライター | NIRVANAリリースイベント                                    | NIRVANA          | 芸名：サイバーパンク演歌歌手Σ |

### 日本国内で共演した海外活動DJ・Producer
- Jon the Dentist (OZAKA3000)
- Commander Tom  (RAINBOW2000 experience circuit98)[12]
- CHOCI (VIVA) [13]
- Don Diablo (VIVA) [14]
- Lab 4 (VIVA)
- YOJI BIOMEHANIKA (VIVA)  [15]

Underground JAMMIX参加DJ参照

## 各ユニット・ディスコグラフィ
凡例
- St: ストリーミング
- Single: シングル
- EP: EP盤
- V.A.: ヴァリアス・アーティスツ
- Album: アルバム
- vinyl: レコード
- featuring: フィーチャリングを意味する。

### 海外リリース
| 年度 | タイトル                                                 | アーティスト   | 収録曲                                                                 | フォーマット 備考 | 国     |
| ---- | -------------------------------------------------------- | -------------- | ---------------------------------------------------------------------- | ----------------- | ------ |
| 1998 | 1.17                                                     | Les Logos      | 1.17 Original Mix Pandemonium Mix                                      | vinyl St          | UK DEU |
| 2018 | Twenty Five Years On The Noom (25 Years Of Noom Records) | Les Logos      | 1.17                                                                   | V.A. St           | UK DEU |
| 2021 | Various Artists 5-3rd Anniversary                        | Shoko Rasputin | VAISRAVANA                                                             | V.A. St           | UK POL |
| 2022 | Various Artists 6-4th Anniversary                        | Shoko Rasputin | Positive Chaos                                                         | V.A. St           | UK POL |
| 2023 | Industrial decadence                                     | Shoko Rasputin | Industrial decadence Shoko-Rasputin Remix                              | Single St         | UK POL |
| 2023 | ATAVAKA                                                  | Shoko Rasputin | Atavaka Mahama                                                         | Single St         | ITA    |
| 2023 | Dragon Vortex                                            | Shoko Rasputin | ICE STORM STORM OF FLAMES                                              | Single St         | ITA    |
| 2023 | Shaman Orgy                                              | Shoko Rasputin | Shaman Orgy Shoko Rasputin Remix                                       | Single St         | ITA    |
| 2024 | V KIBAZAKURA                                             | Shoko Rasputin | Hakurow's Curse Ressentiment Noise KIBAZAKURA Σ Out of Byakow Sanboshi | Album St          | UK POL |

### 各ユニット・ディスコグラフィ
Album・  VA
| 年度 | タイトル                                                       | アーティスト                              | 収録曲 | フォーマット•備考                 | 国 |
| ---- | -------------------------------------------------------------- | ----------------------------------------- | --- | --------------------------------- | -- |
| 1996 | ラストブロンクス 東京番外地 サウンドトラックVSクラブリミックス | Shoko.F                                   | It's My Territory | V.A./CD                           | JP |
| 1998 | 沙羅曼蛇2 SALAMANDER サラマンダClubRemix                       | Shoko.F                                   | FILE MIX | V.A./CD                           | JP |
| 2002 | Not Found                                                      | Les Logos                                 | * The Masked Rider * I do not want to go the place * Ingansseong tribal mix * Violator X mix * .Ingansseong Tribal mix * Bow-Dou暴動 * At the last minute Chapter 1 * 1.17.2002 * Cassandra * At the last minute Chapter 2 | CD                                | JP |
| 2005 | TAKESHIS’                                                      | Nagi                                      | TAKESHIS’originalTrack | CD サウンドトラック               | JP |
| 2005 | Behold A Great Warrior's                                       | Shoko-F                                   | * Behold A Great Warrior's * Last blood * Michi * Oblivion * Susaoh * H16 stype * Beyond | CD DVD                            | JP |
| 2008 | Sound Visual Installation.00℃ そして音楽は機械を愛した         | Sumiko淑虎                                | 牙櫻 白虎 白狼 獣奏 The Goddess of Mercy 千里眼 | CD無料配布 ホールオブホールズ六甲 | JP |
| 2018 | New Sunpia History of Goshiki                                  | Shoko Rasputin                            | History of Goshiki | CD無料配布 New Sunpia Sakaide     | JP |
| 2019 | Odd Eye                                                        | Shoko Rasputin                            | * GV73A-ZERO- * GR72A-Kaga- * AneNuna Original of Aneki * Gk77a-ZERO22- * GV78A-ZERO21- * VP52A-ZERO64- * VJ21A-peregrine- * Lose one's mind-OriginalMix * Black Torment at the Gate-Trance mix                            | CD St                             | JP |
| 2020 | Saito's Genealogy                                              | Shoko Rasputin                            | * Ken * Kaho * SARA * Kou * Io * Ren * Tumugi | St                                | JP |
| 2021 | Third Year Counterattack                                       | Les Logos ---------------- Shoko Rasputin | KUNDALIN ---------------- Third Year Counterattack | V.A./St                           | JP |
| 2021 | TAKAMATSU CITY HARD COR                                        | Shoko Rasputin                            | THE HADES Disk1 | V.A./CD                           | JP |

### NAGI[30](ナギ)
掛川陽介とのユニット
北野武監督12作目日本映画 TAKESHIS' 第62回ヴェネツィア国際映画祭コンペティション部門正式出品作品の劇中音楽製作。

### SODOM(ソドム)(現在THE SODOM PROJECT)
1980年代後期頃、日本で最初にハウスミュージックを導入したとされるバンドで、再結成の際オリジナルメンバーと共に、打ち込み•マニピュレーターで楽曲制作や都内中心にバンド活動を行い2008年にSODOMソドムを脱退した。

### Sumiko淑虎(スミコ)
2008年 チェンバロ奏者 有橋淑和(ありはしすみな)とのユニット。淑虎ライブスタイルは「DTM」で制作したオケに古楽器チェンバロ生演奏を用いたライブ形式で、渋谷から活動 。関西では神戸・六甲山・ROKKO森の音ミュージアムにて写真家:谷敦志・映像担当:片山宏明と共に「Installation.00℃そして音楽は機械を愛した 」を開催した。 
- 『白狼(Hakurow)』(2008年/オルゴールミュージアム用ディスク型オルゴール)

2008年　　
- 『牙櫻(Kibazakura)』『白虎(Byako)』「The Goddess of Mercy」「獣奏(Jyusou)」「Dragonfly」

### PERUSE(ペルセ)
2010年 Mito Izawaとのユニット。ショートムービー等に楽曲制作。
- 『月そして華 The moon and bloom』(作品コード:70481415)  

　　(2010年/st/歌・『伊沢 実十 いざわ みと』・作詞 『藤川祥虎』/短編映画劇中歌)
- 「Darkness torment at the memories 15 minutes Version」(2012年)
- 『The moon and bloom 』(2016年)
- 『月の狂気』(作品コード:70481423)・『櫻華(Ouka)』(作品コード:70481431) 』(2019年)

### Les Logos(レスロゴス)
1998年 Kohichi Ohkamaとタイトル : 1.17 シングル楽曲制作開始、
2002年 Takafumi Satoとのアルバム制作、2016・2017年Shoko Rasputinのみでの制作をし、
2021年から、DJ SAI(斉藤真美)と制作。  他U.G.JAMMIX参照。

2002年
- 「EXCERPTS from NOT FOUND」(vinyl/U.G.JAMMIX参照)

2017年 以下 (Single/st)
- 「The Masked Rider」・「Ingansseong」・「I Do Not Want To Go To The Place」・「Bow-Dow」
- 「1.17 2001Original」・「Ingansseong Tribal Mix」・「Cassandra」

2023年
- 『水色桔梗』・『摩耶の虎』・『那智の龍』・『桃山の系譜』
- 『生駒』・『吉乃』・『帰蝶』・『道三』

2024年
- 「Chiha San」・「Happy Chan」(Saitoh'sGenealogy2)
- 「Lefty」
- 「Turpan Mix」・ Saishoutaishi Mix」
- 「Yasha Mix」
- 「DAKI mix」

2025年
- 『狐の嫁入り』

### 藤川祥虎[38]名義
2002年
- 『虎寿 コジュ』(作品コード:13202588)(Single/St)

2008年
- 「Black Torment at the Gate」(Real Music Box Version/ディスク型オルゴール)

2016年
『天龍八部神』(Single/DJ mix/St)
- 『仁・慈悲 神』(God of benevolence) <淑虎SUMIKO's mix>
- 『義神』(God of righteousness) <Behold a Great Warrior'sMix>
- 『礼神』(God of civility) <NOT FOUND's SOUNDmix>
- 『智・知恵の神』(God of wisdom) <PERUSE's SOUNDmix>
- 『忠誠心の神』(God of loyalty) <NAGI's SOUNDmix  (作品コード:71453768)
- 『信頼の神』(God of fidelity) <SHOKO's SOUNDmix  (作品コード:1274932)
- 『孝の神』(God of dutiful) <SHOKO's SOUNDmix>
- 『悌神ツクヨミ』(TUKUYOMI) <SHOKO's SOUNDmix  (作品コード:71594264)

### Shoko Rasputin 名義
2017年 以下 (Single/st)
- 「真Behold A Great Warrior's」
- 「1.17 Real Mix」
- 「A DEMON REVIVES」
- 「SPIRIT was REVITALIZED」

2019年
- 『日蝕 (일식 ilsig)』 ・ 『月蝕 (월식 wolsig)』
- 「Torŭltak-ttav」 ・ 「ANE-NUNA」

2020年
- 「KAHO and SARA」・「TOP OF NUNA」
- 「Lose one's mind」
- 「Overflow」
- 「Pure-Bred」
- 「OneArmed Tiger」
- 「OneArmed Kirin」
- 「Titanomachy」
- 「The honest Masked Rider」
- 「ORIGIN of Ressentiment」
- 『マハマ』・『ビジャヤ(SR)』・『ダタラッタ』・『カーン』・『ヴジュラ』
- 『現状維持』・『涅槃』・「ORIGIN of Ressentiment」

2021~2023年
- U.G.JAMMIX参照

2024年
- 「Mutiny」
- 「Rappa Suppa mix」

2025年
- 「The next era」
- 「TEN OTU」
- 「Kouchin」
- 「Saishoutaishi Mix」
- 「Turpan Mix」
- 「Exorcism」

他U.G.JAMMIX参照

## DJ ミックスCD・テープ作品
| 年度 | イベント・レイブ         | ジャンル         | ミックスDJ名   | タイプ      | タイトル・備考                                    |
| ---- | ------------------------ | ---------------- | -------------- | ----------- | ------------------------------------------------- |
| 1995 | Dance Planet Innersense2 | ハードコアテクノ | SHOKO FUJIKAWA | Tape-DJ mix | Dance Planet Innersense2(UK/DancePlanet)          |
| 1995 | Dance Planet Detonator9  | ハードコアテクノ | SHOKO FUJIKAWA | Tape-DJ mix | Detonator9 Techno mania(UK/DancePlanet)           |
| 1997 | RAINBOW2000              | テクノ           | Shoko-F        | CD-DJ mix   | I'm normal TECHNO MANIA(JP/PRIZM Lab/RAINBOW2000) |

## 映像作品
国際短編映画祭応募作品・自主製作
2010年
interfilm 28th International Short Film Festival Berlin Germany
『当惑(21 minutes Silent Movies)』

2011年
SEDICICORTO 9th International Film Festival Forli Italy
『月そして華(The moon and Bloom 32 minutes Silent Movies)』

2012年
第7回 札幌国際短編映画祭
「Be embarrassed 15 minutes Hard techno Sound Version 」
第65回カンヌ国際映画祭短編部門
「Darkness torment at the memories 15 minutes Version.」

2019年〜
PV等制作

## グラフィックデザイン
2016年(スタンプ)
- Iron Horse MAN Sticker・V-custom MAN Sticker
- Iron Horse MAN and Custom MAN
- Iron Horse MAN2 Sticker・V-custom MAN2 Sticker
- 8 of Dragon Iron Horse MAN's・龍八部鉄馬衆 仁義礼智忠信孝悌 Sticker
- DJ-Trio Sticker・I'm normal Machine MANIA・Sound Robotics
- くまドラ KUMADORA・Lucky Coin-MAN・Bear's Trio・Tiger's Trio
- OYAKATA Tiger's.&Bear's・ DRAKUMA・Behold The Great Eight Rider's
- I'm normal Iron Horse MANIA2・I.H.M.ライダー3章[44]・伝統2組・Dora Ranger!!
- Dora Ranger & Kumadora・ドラレンジャー&くまどら3
- くまドラ・鉄馬 R2 MANIA・Bear's Trio & Tiger's Trio

2017年
- チョロ鈴 (スタンプ/斉藤真美)

2022年
- ジャケットアート等[45]作品に現世情を堕天使や鬼女で表現した。[46]
- イベントフライヤー・ジャケットアート・ポスター・ステッカー・スタンプ・店舗ロゴ・メニュー等のデザイン